# Juan N. Babauta
 (juin 2019).
Si vous disposez d'ouvrages ou d'articles de référence ou si vous connaissez des sites web de qualité traitant du thème abordé ici, merci de compléter l'article en donnant les références utiles à sa vérifiabilité et en les liant à la section « Notes et références ».
Juan Babauta est un ancien gouverneur des Îles Mariannes du Nord de 2002 à 2006. Politiquement, il était affilié au Parti républicain.

## Biographie[1]

### Origines et formation
Juan Nekai Babauta est né le 7 septembre 1953 à Tanapag, Saipan, Îles Mariannes du Nord, dans le village de Tanapag. Il est le fils aîné d'une famille de neuf enfants.
Après l'école primaire à Saipan, ses parents l'envoient aux États-Unis pour poursuivre ses études sur le continent américain. Il se rend alors dans le Vermont, à Enosburg Falls pour fréquenter l'école secondaire d'Enosburg Falls, où il vit avec une famille d'accueil dans une ferme laitière pendant trois ans [ref. nécessaire]
Babauta, président du corps étudiant au cours de sa dernière année et membre de la National Honors Society, est diplômé d’Enosburg en 1972.[réf. nécessaire]
Il assiste à une session d'été au Johnson State College du Vermont [en 1976 ; ref. nécessaire] avant d'obtenir un baccalauréat en sciences en histoire américaine à l'Université Eastern New Mexico University (ENMU) [en 1976, ref. nécessaire], une maîtrise en sciences politiques/histoire américaine à l'ENMU, et une maîtrise en planification et administration de la santé de l'Université de Cincinnati en 1979.

### Une expérience professionnelle de planification de la santé (1977-1986)
Babauta a une première expérience comme planificateur de la santé pour le Trust Territory of the Pacific Islands, sur Saipan, d'avril à août 1977. Il devient directeur exécutif de l'Agence de planification et de développement de la santé du Commonwealth à partir de mai 1979, après l'obtention de sa maîtrise, et le reste jusqu'en janvier 1986.

### Vie politique (1985- ...)

#### Sénateur
Babauta a été élu au Sénat des îles Mariannes septentrionales en novembre 1985 représentant le 3e district de sénatorial, qui comprenait Saipan et la municipalité des îles du Nord.[ref. necessaire]. Il a pris ses fonctions en janvier 1986 [ref. nécessaire] et a servi pour un mandat quatre ans, dans les cinquième et sixième législatures du Commonwealth du Mariannes du Nord.
Il a été chef de l'étage sénatorial de janvier 1986 à janvier 1988 et président de la commission des affaires fiscales de janvier 1986 à août 1987. Babauta a également présidé la commission de la santé, de l'éducation et de la protection sociale de janvier 1986 et janvier 1990 et le Comité du règlement et de la procédure de janvier 1988 jusqu'à son entrée en fonctions en janvier 1990. Babauta a présenté la loi de 1988 sur l'éducation en tant que sénateur. [ref. nécessaire]

##### Représentant résident
À la fin de son mandat de sénateur, En novembre 1989 [réf. nécessaire], Babauta a été élu troisième représentant résident des îles Mariannes septentrionales à Washington. Il a pris ses fonctions en janvier 1990, succédant à Froilan Tenorio [réf. nécessaire], pour trois mandats de quatre ans, de janvier 1990 jusqu'à la fin du mandat en janvier 2002 pour devenir gouverneur.[réf. nécessaire]

##### Gouverneur des îles Mariannes septentrionales
Au cours de son mandat, il a obtenu la reconnaissance officielle des États-Unis. Département de la marine pour les scouts de Saipan après une attente de cinquante ans et a assuré l'égalité des chances pour les étudiants de la CNMI d'apprendre et de servir dans les académies militaires américaines. Dans une course historique à quatre voies, Babauta a été élu à une écrasante majorité de gouverneur en 2001 et a prêté serment le 14 janvier 2002.
____

###### Elections en 2001-2002
En novembre 2001, Babauta est élu gouverneur des îles Mariannes septentrionales lors de l'élection quadriennale à quatre voies en tant que républicain. Babauta et son compagnon de course, Diego Benavente, remportent l'élection avec 5 512 voix, le plus grand nombre de voix jamais reçus par un candidat au poste de gouverneur dans les îles Mariannes du Nord à l'époque. Il bat le candidat du Parti Pacte Benigno Fitial, le démocrate Jesus Borja et l'ancien gouverneur, puis candidat du Parti réformateur Froilan Tenorio, respectivement.Babauta et Benavente ont prêté serment le 14 janvier 2002.

###### elections de 2005
Babauta a été rejeté pour être réélu lors de l'élection du gouverneur de 2005. Le parti républicain a refusé une primaire contre l'ancien président (2002-2004) Heinz Hofschneider. Babauta et Benavente arrivent finalement à la troisième place de l'élection du gouverneur, derrière le candidat du Parti Covenant Benigno Fitial et Hofschneider, se présentant comme un indépendant, lors d'une élection qui a marqué la pire défaite du Parti républicain dans son histoire.
Benigno Fitial a été élu gouverneur par Heinz Hofschneider par seulement 99 voix après quinze jours de bulletins de vote absentés, l'élection de la plus proche de l'histoire des îles Mariannes du Nord à l'époque.Fitial a gagné avec 3809 voix (28,07%) tandis que le Hofschneider indépendant est arrivé en deuxième position avec 3 710 voix (27,33 %).Babauta a placé une troisième place décevante avec 3 610 voix, soit 26,66 %.Froilan Tenorio arrive en quatrième position avec 2442 voix (17,99%).Dans un discours de concession à son domicile, Babauta a dit aux partisans, "Personne n'est à blâmer que moi."Babauta a quitté ses fonctions le 9 janvier 2006.

###### Elections de 2009
Quatre ans plus tard, Babauta demande sans succès l'investiture républicaine à l'élection du gouverneur de 2009 avec son compagnon, Galvin S. Deleon Guerrero, le directeur de l'école Mount Carmel. Babauta est battu aux élections primaires républicaines du 27 juin 2009 par Heinz Hofschneider, qui obtient lors de ces primaires 3 382 voix, tandis que Babauta en recueille 2 986. Après cette primaire, Babauta soutient la candidature de Hofschneider.